# Àguila de Sant Joan Evangelista

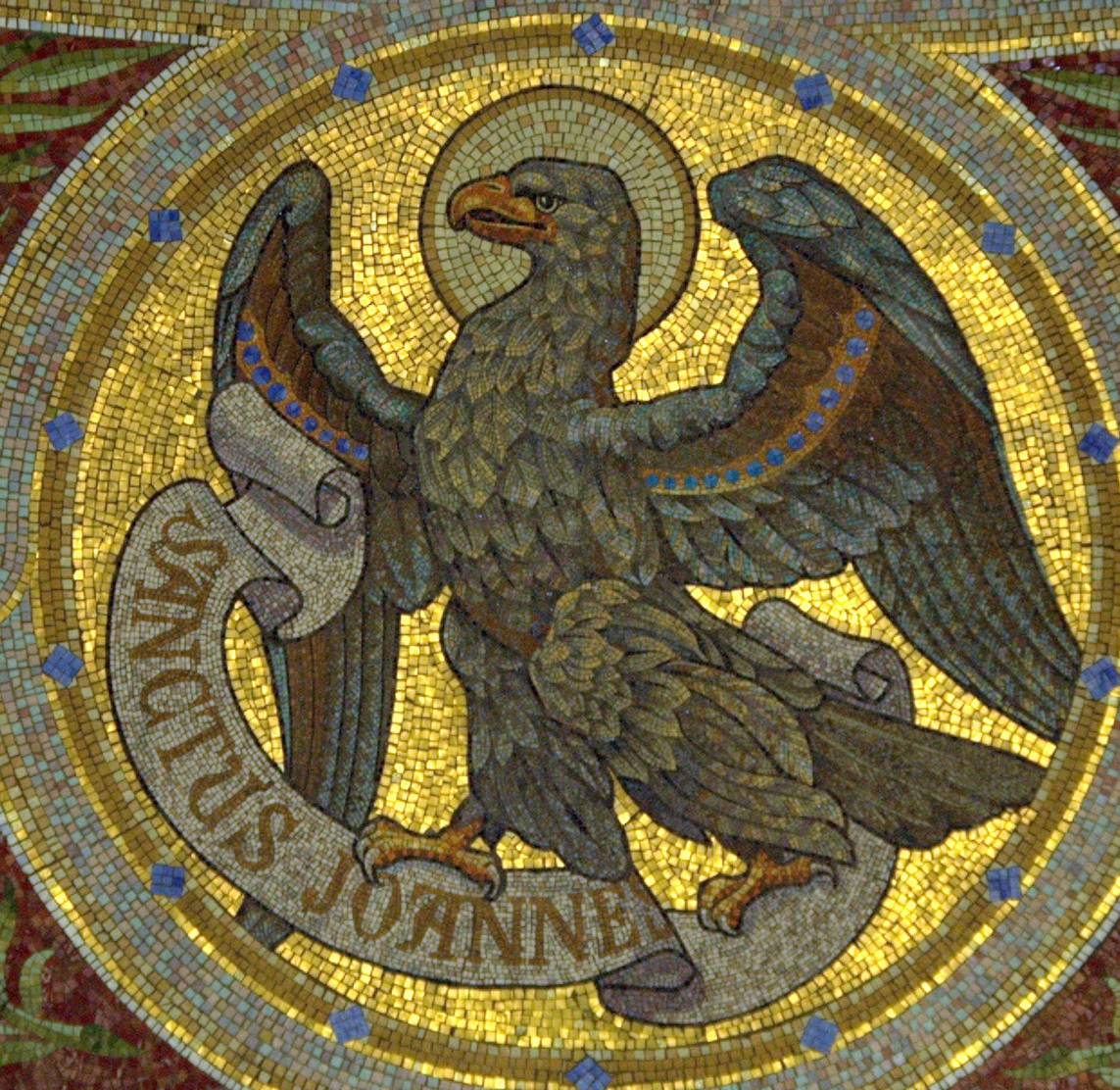
Àguila de Sant Joan Evangelista

L'Àguila de Sant Joan Evangelista és el símbol de l'evangelista Joan i un dels elements del tetramorf o representació conjunta dels símbols dels Quatre Evangelistes. Els quatre autors dels Evangelis (sant Mateu, sant Marc, sant Lluc i sant Joan) han estat tradicionalment associats a una figura simbòlica i l'àguila fou el símbol associat a sant Joan Evangelista perquè el seu Evangeli és el més abstracte i teològic de tots quatre.

## Adopció heràldica
Aquest símbol fou adaptat heràldicament quan es volia invocar la presència de l'apòstol, però no s'ha de confondre amb l'àguila imperial que apareix en molts altres escuts d'armes heràldics com per exemple els dels Àustries espanyols o els tsars de Rússia que deriven de l'escut dels emperadors romans d'Orient. En l'heràldica, l'àguila de Sant Joan és una àguila real esbalaïda, de sable, nimbada d'or, becada i armada de gules.
Una de les adopcions heràldiques més conegudes de l'àguila de Sant Joan és la que en feu Isabel la Catòlica com a suport al seu escut d'armes personal, i més tard adoptat també pel seu marit Ferran II d'Aragó. L'adopció rau en la gran devoció que tenia vers l'Evangelista i és anterior a la seva proclamació com a reina. També l'empraren la reina Maria I d'Anglaterra i el seu marit Felip II de Castella com a monarques d'Anglaterra, figurant l'àguila de Sant Joan com un dels suports de l'escut al costat del lleó anglès, ja que es van reunir en aquest les armes dels dos esposos. Amb anterioritat al regne d'Anglaterra l'àguila de Sant Joan ja havia estat utilitzada com a suport en les armes que van pertànyer a Caterina d'Aragó, mare de la reina Maria, com a reina consort d'Anglaterra.

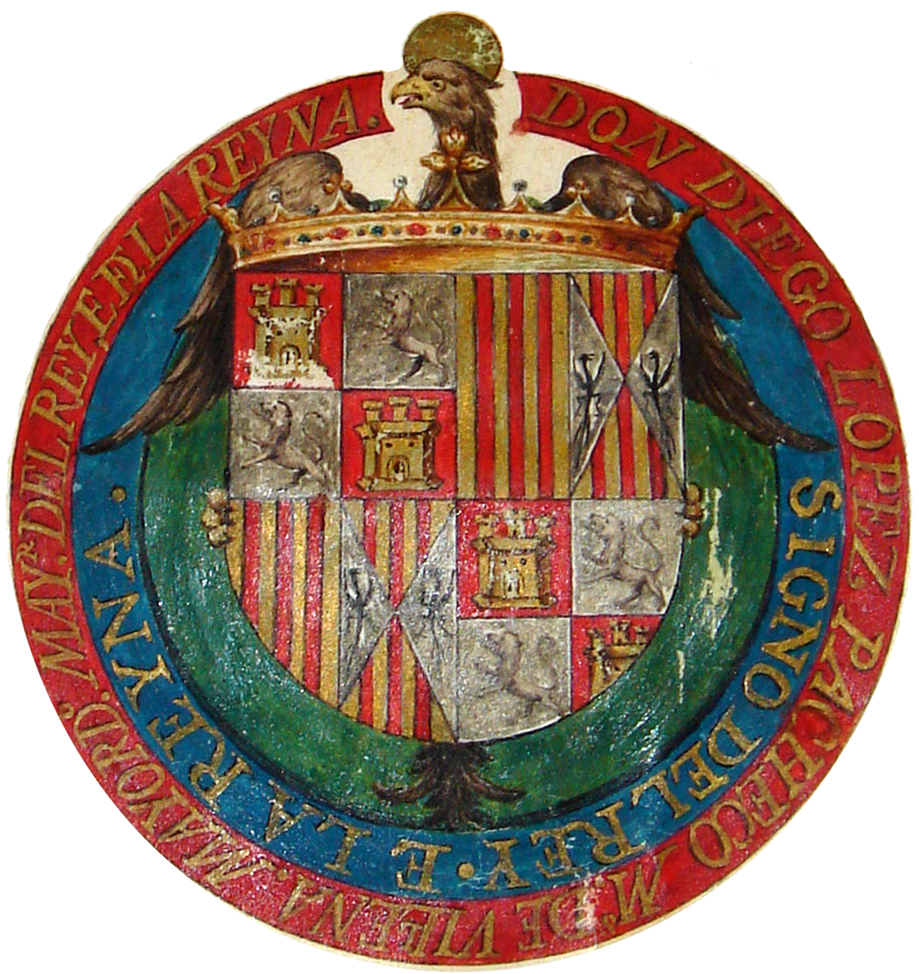
Escut d'armes dels Reis Catòlics
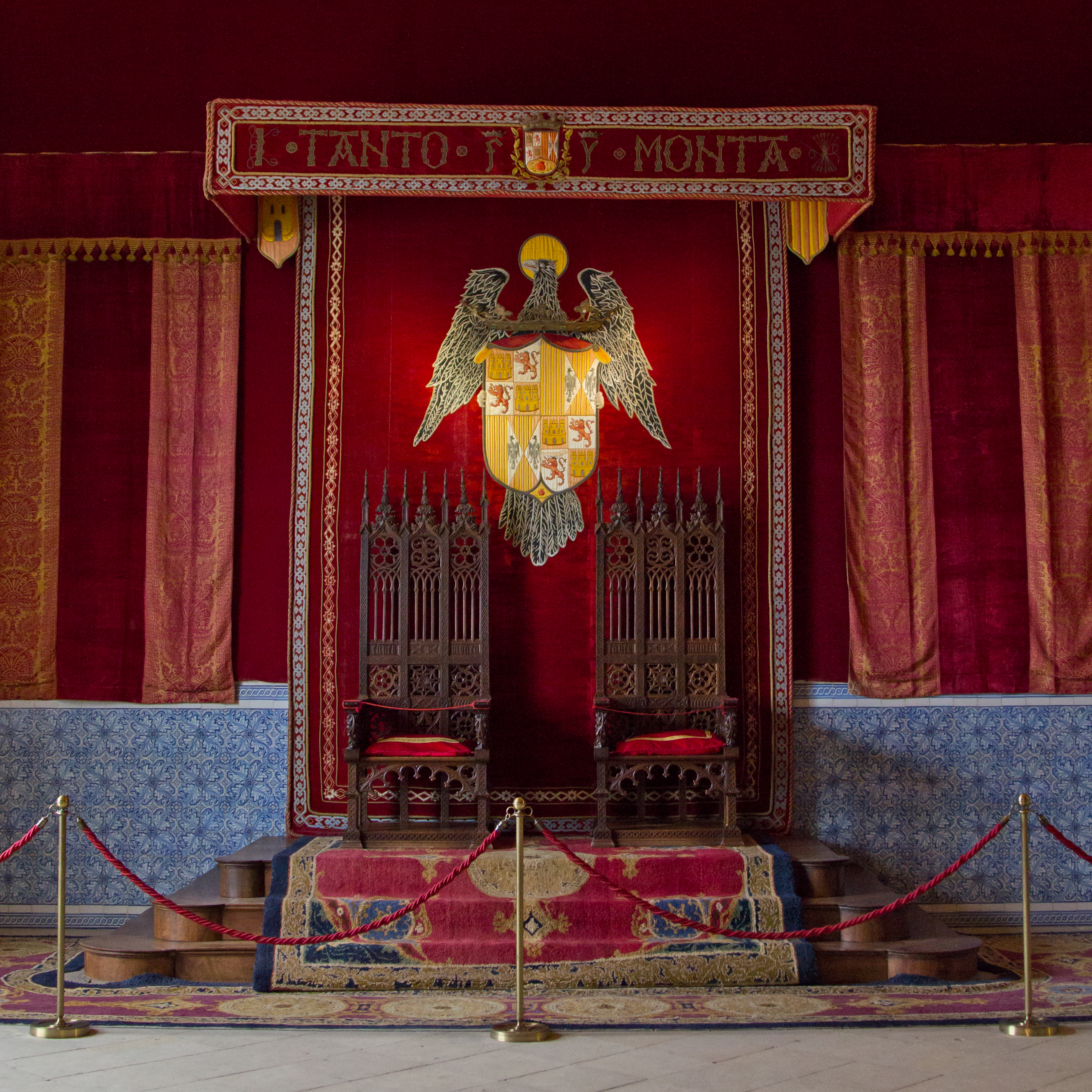
Escut d'armes dels Reis Catòlics al saló del tron de l'Alcàsser de Segòvia
L'àguila de Sant Joan com un dels suports de l'escut d'armes de Maria I d'Anglaterra al costat del lleó anglès
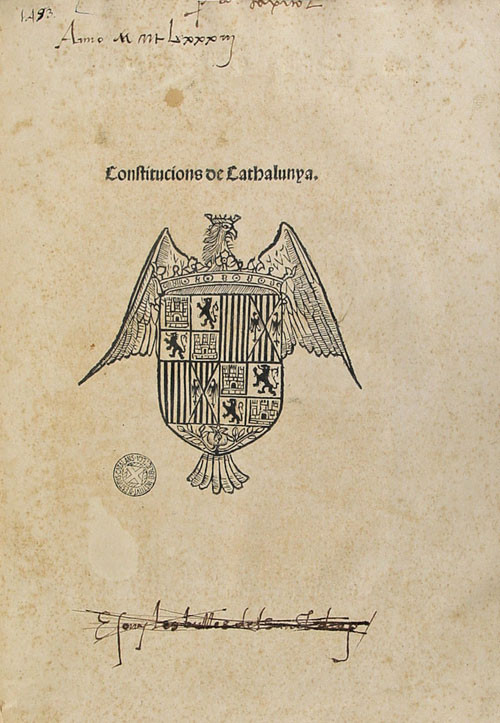
L'àguila de Sant Joan i les armes de Ferran II d'Aragó en la compilació de les Constitucions de Catalunya de 1494